# Rio da Faca
O rio da Faca é um curso de água que banha o estado do Paraná.